# 查拉薩尼

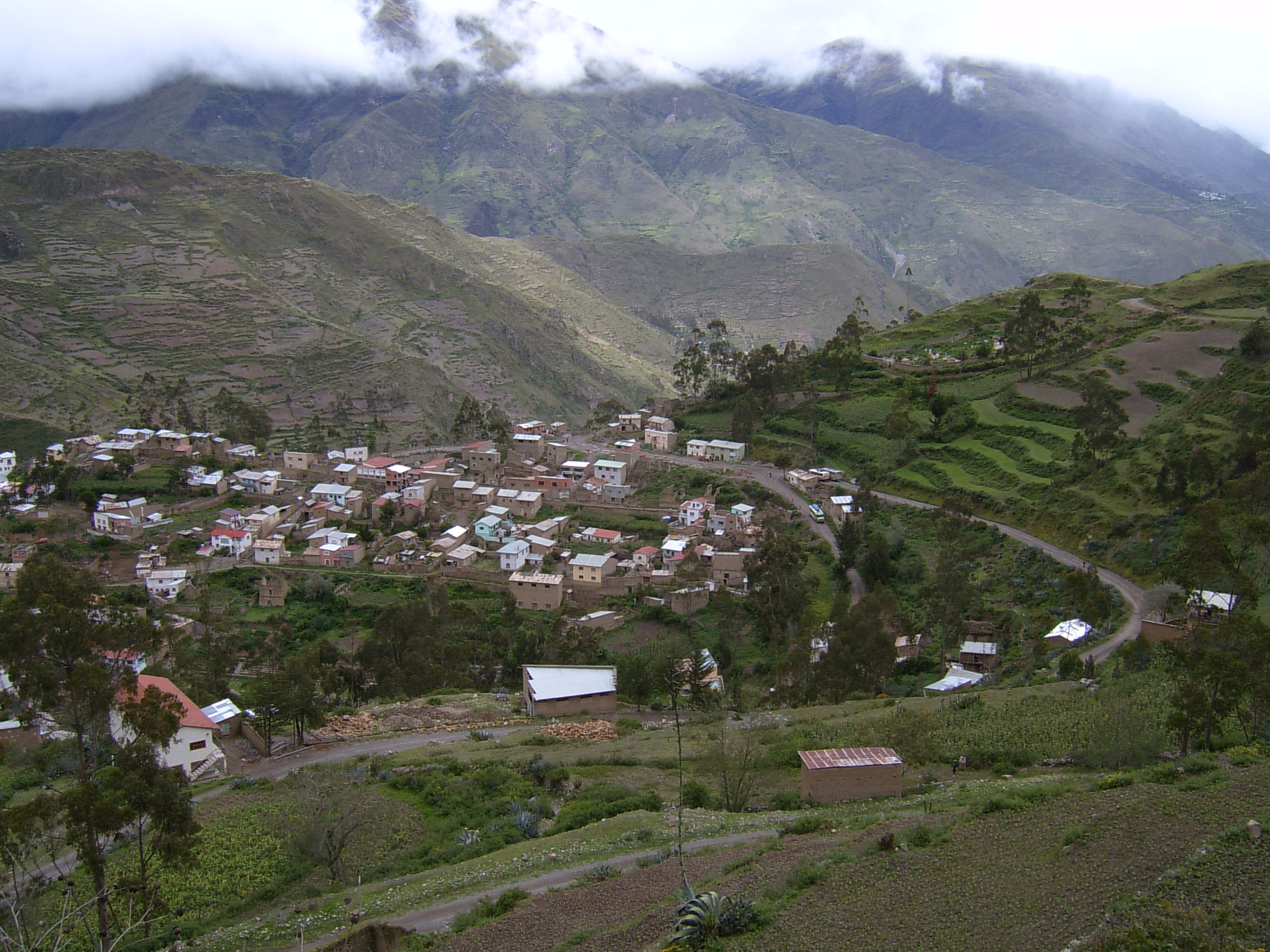

查拉薩尼（西班牙語：Charazani），是玻利維亞的城鎮，位於該國西部，處於拉巴斯西北面254公里，屬於拉巴斯省的一部分，南面是穆涅卡斯山脈，北面是阿波洛班巴山脈，海拔高度3,203米，2001年人口501。